# 薩得爾企業
薩得爾薩克斯風（英語：SAHDUOO SAXOPHONE），是台灣最早的薩克斯風樂器和薩克斯風吹嘴研發公司，總部位於臺中市后里區。

## 歷史
薩得爾創立於1965年，以手工克難的方式生產薩克斯風，延續至今。1973年，薩得爾開發薩克斯風吹嘴產品，由此轉型生產薩克斯風與薩克斯風吹嘴的研發公司。